# 科卡尔
科卡尔（葡萄牙語：Cocal）是巴西皮奥伊州的一个市镇。总面积1269.066平方公里，总人口26107人，人口密度20.6人/平方公里。